# قلعة البلوط
قلعة البلوط أو (نقحرة: كالتابيلوتا) (بالإيطالية: Caltabellotta)‏ هي بلدية في مقاطعة جرجنت في صقلية الإيطالية.

## السكان
في سنة 1861 بلغ عدد السكان 6٬229 نسمة، وتطور العدد ليصل في سنة 2011 لـ 3٬907 نسمة.
يظهر هذا المخطط البياني تطور النمو السكاني لـ قلعة البلوط